# Anastácio I de Antioquia
Anastácio I (em latim: Anastasius I; em grego clássico: Αναστάσιος Α; romaniz.: Anastásios A) foi um patriarca grego ortodoxo de Antioquia entre 559/61 e 570/1 e novamente entre 593 e 598. 

## Vida
Anastácio nasceu em data incerta na Palestina. Antes da eleição, serviu como apocrisiário de Alexandria por Antioquia. Assumiu o patriarcado em 559/61. Lembrado por sua erudição e austeridade, atraiu a inimizade do imperador Justiniano (r. 527–565) ao se opor ao edito dele favorável ao aftartodocetismo, que acreditava que o corpo de Cristo antes da ressurreição era incorruptível. Não foi deposto de sua sé pelo imperador, pois ele faleceu em 565. Seu sobrinho e sucessor, Justino II (r. 565–578), realizou o propósito do tio em 570/1, depondo e exilando Anastácio e o substituindo por Gregório I.
É capaz que Anastácio ficou por anos em Constantinopla e se amigou com o futuro papa Gregório I (590–604). Gregório faleceu em 593 e ele foi restituído em 23 de março por intercessão de Gregório I, junto a Maurício (r. 582–602) e seu filho Teodósio, que pediu que fosse a Roma caso não voltasse a Antioquia. Ficou na posição até 598, quando faleceu. Foi substituído em 599 por Anastácio II. Foi considerado um santo e seu dia é 21 de abril.
Anastácio teve papel central nas discussões dogmáticas de seu tempo e escreveu tratados contra um triteísta, sobre a Trindade e a Encarnação, sobre a providência de Deus e sobre inúmeros problemas de interpretação bíblica. De algumas cartas enviadas a ele por Gregório, acredita-se que não foi suficientemente vigoroso em denunciar as reivindicações do patriarca de Constantinopla de ser bispo universal. Defendeu o credo calcedoniano, mas tentou fechar a lacuna com os monofisistas.